# Euclides Cabral
Euclides Da Silva Cabral (* 5. Januar 1999 in Lissabon) ist ein portugiesischer Fußballspieler mit kapverdischen Wurzeln.

## Karriere
Cabral begann seine Laufbahn beim FC Sion. Am 1. April 2017, dem 22. Spieltag der Saison 2016/17, gab er beim 3:3 gegen den FC Bavois sein Debüt für die zweite Mannschaft in der drittklassigen Promotion League, als er zur zweiten Halbzeit für Ivan Lurati eingewechselt wurde. Bis Saisonende kam er zu zwei Einsätzen in der dritthöchsten Schweizer Spielklasse. 2017/18 folgten zwei weitere Partien in der Promotion League, bevor er im September 2017 in die Jugend von Sporting Lissabon wechselte. Anfang 2019 kehrte er in die Schweiz zurück und schloss sich dem Grasshopper Club Zürich an. Am 3. Februar desselben Jahres, dem 19. Spieltag der Saison 2018/19, debütierte er beim 0:4 gegen den FC Basel für die erste Mannschaft in der erstklassigen Super League, als er in der 64. Minute für Nikola Sukacev eingewechselt wurde.
Bis zum Ende der Spielzeit absolvierte er sechs Spiele in der Super League und acht Partien für die zweite Mannschaft in der viertklassigen 1. Liga. Das Profiteam stieg schlussendlich in die zweitklassige Challenge League ab.
2019/20 bestritt Cabral 19 Spiele in der zweithöchsten Schweizer Liga, in denen er drei Tore erzielte. Zudem kam er zweimal im Schweizer Cup zum Einsatz; der Grasshopper Club schied im Achtelfinale gegen den FC Luzern aus. 2020/21 wechselte er nach einer Partie für die zweite Mannschaft der Grasshoppers in der 1. Liga im Januar 2021 zum FC St. Gallen in die Super League. Bis Saisonende spielte er 19-mal in der höchsten Schweizer Liga und viermal im Schweizer Cup, in dem der FCSG das Finale erreichte und dieses mit 1:3 gegen den Ligakonkurrenten FC Luzern verlor.
2022 war er bei Apollon Limassol. Am 30. August 2023 unterschrieb er beim Verein Shelbourne FC einen Vertrag bis zum Ende der Saison im November. Neuchâtel Xamax gab am 26. April 2024 bekannt, dass Cabral zur kommenden Saison zum Verein wechseln werde. Damit kehrte er in die Schweiz zurück, um in der Challenge League, der zweithöchsten Spielklasse im Schweizer Fußball, zu spielen.